# 유대-말라얄람어
유대-말라얄람어(Judeo-Malayalam)는 유대 제어의 일종으로 인도 남부 케랄라 주에 사는 코친 유대인이 쓰는 말이다. 현재 이스라엘에는 약 8000명, 인도에는 100명이 채 못되는 사람이 쓰고 있는 것으로 추정된다.
유대-말라얄람어는 드라비다어족에 속하는 언어 가운데 유일하게 유대 제어에 드는 언어이다. (같은 남부의 안드라 프라데시에 텔루구어권에서 사는 유대인 커뮤니티가 있긴 하지만, 그 수는 매우 적으며, 이들은 히브리어를 그대로 쓰고 텔루구어와 융합시키지 않아서 유대-텔루구어로 부를만한 언어는 형성되지 않았다)
유대-말라얄람어는 바탕이 되는 말라얄람어와 기본 문법이나 어휘 등에서 큰 차이를 보이지 않기 때문에 언어학자들은 독자적 언어라기 보다는 쓰는 문자가 다를 뿐인 같은 언어정도로 보고 있다.
유대-말라얄람어는 유대 제어의 큰 특징인 히브리 문자도 쓰지 않고, 종교용어에 많은 히브리어 차용어도 포함하여 모두 말라얄람 문자로 표기한다. 어휘는 말라얄람어에서는 옛말로 여겨지는 낱말이 많이 남아 있다.
인도로 이주한 유대인들은 스페인에서 추방된 유대인들로서 라디노어를 쓰고 있었던 사람들이었기 때문에, 라디노어의 유대-말라얄람어에는 라디노어의 영향이 남아 있으며, 말라얄람어,타밀어 외에 인도에서 지배적인 힌디 문화의 영향으로 산스크리트어의 영향도 받았다.

## 같이 보기
- 유대 제어